# 巴力斯塔
巴力斯塔（Edson Carvalho Hudson，通常称为Paulista，1975年5月10日—），巴西足球运动员，曾效力于中国足球俱乐部山东鲁能泰山、陕西国力等。现在巴西Operário-PR俱乐部。山东足球历史上第一位外援，处子作对延边敖东的比赛就有上佳发挥，打进一球助攻一球，从此奠定了山东队主力中场的位置，邓乐军和巴力都是那种防守较差的队员，俩人不能同时上场。99年更是为鲁能夺得双冠王立下汗马功劳，但因爲跟桑特拉奇不和离队，后来转投陕西国力队。在山东鲁能泰山队的时候他的队号是14号。2015年12月，他成爲了魯能的巴西體育中心15歲以下隊的教練員。